# 山東村 (福井県)
山東村（さんとうむら）は福井県三方郡にあった村。現在の美浜町の北東部にあたる。

## 地理
- 海洋：若狭湾、丹生の浦
- 山岳：蠑螺が岳、西方ヶ岳、三内山、寺山、旗護山、御岳山、城山、天王山

## 歴史
- 1889年（明治22年）4月1日 - 町村制の施行により、坂尻村、山上村、太田村、佐田村、北田村、菅浜村、竹波村及び丹生浦の区域をもって、山東村が発足する。
- 1954年（昭和29年）2月11日 - 南西郷村、北西郷村、耳村及び山東村が合併して、美浜町が発足する。

## 交通

### 鉄道路線
現在は旧村域に小浜線の東美浜駅が所在するが、当時は未開業。

### 道路
- 国道27号

## 著名な出身者
- 金田久璋（詩人、民俗学者、日本地名研究所所長）